# استارثوني وأنا حي (مسرحية)
استارثوني وأنا حي مسرحية كويتية إنتاج 19 فبراير 1963 وشارك في البطولة خالد النفيسي وسعد الفرج وعبد الحسين عبد الرضا مريم الغضبان وحياة الفهد وسعاد عبد الله. وهي تناقش قضية الحقد وما يسونه الأبناء من عقوق. المسرحية من إخراج زكي طليمات وتأليف سعد الفرج.